# Alcmaone
Nella mitologia greca, Alcmaone (in greco antico: Ἀλκμάων) fu uno dei combattenti partecipanti alla guerra di Troia, scoppiata a causa del rapimento di Elena da parte del troiano Paride, moglie del re di Sparta Menelao. Gli avvenimenti di questa guerra sono raccontati specialmente da Omero nell'Iliade.

## Il mito

### Le origini e la partenza
Quando Menelao, rivoltosi al fratello Agamennone dopo il rapimento di sua moglie, convocò tutti i capi achei per dichiarare guerra a Troia, Alcmaone fu uno dei soldati arruolato nell'esercito del re. Lasciò dunque il padre Testore nella sua patria e partì alla volta della città.

### La morte in guerra
Durante i combattimenti che si susseguirono in seguito all'attacco delle mura dell'accampamento greco, l'eroe Sarpedone, figlio di Zeus, per vendicare la ferita del fedele cugino Glauco, infertale di freccia da Teucro, scagliò la sua lancia contro Alcmaone, trafiggendolo mortalmente al petto. Quando l'eroe gli ritrasse dal corpo la lama, il corpo del guerriero rimbombò quando cadde al suolo, a causa delle armi lucenti che indossava.
(Omero, Iliade, libro XII, versi 487-491. Traduzione di Vincenzo Monti.)

### Fonti
- Omero, Iliade, libro XII, versi 392-396.

### Traduzione delle fonti
- Rosa Calzecchi Onesti, Omero. Iliade, seconda edizione, Torino, Einaudi, 1990, ISBN 978-88-06-17694-5. Traduzione di Rosa Calzecchi Onesti.